# Олькушский повет
Олькушский повет (пол. Powiat olkuski)  —  повет (район) в Польше, входит как административная единица в Малопольское воеводство. Центр повета  —  город Олькуш. Занимает площадь 622,19 км². Население — 114 426 человек (на 2005 год).
Состав повята:
- города: Буковно, Олькуш, Вольбром
- городские гмины: Буковно
- городско-сельские гмины: Гмина Олькуш, Гмина Вольбром
- сельские гмины: Гмина Болеслав, Гмина Ключе, Гмина Тшичёнж

## Демография
Население повета дано на 2005 год.
| Перепись            | Всего   | Всего | Женщины | Женщины | Мужчины | Мужчины |
| ------------------- | ------- | ----- | ------- | ------- | ------- | ------- |
|                     | чел.    | %     | чел.    | %       | чел.    | %       |
| Всего               | 114 426 | 100   | 58 547  | 51,2    | 55 879  | 48,8    |
| Городское население | 57 402  | 100   | 29 648  | 51,6    | 27 754  | 48,4    |
| Сельское население  | 57 024  | 100   | 28 899  | 50,7    | 28 125  | 49,3    |